# Botola Maroc Telecom 2017/18
Het Botola Maroc Telecom-seizoen 2017/18 is het 102e seizoen van de hoogste Marokkaanse voetbalcompetitie. Hierin wordt gestreden om het landskampioenschap voetbal. Aan de competitie nemen zestien clubs deel. De regerend landskampioen is Wydad Casablanca. Rapide Oued Zem werd in het seizoen 2015/16 kampioen van de Eerste divisie en promoveert daarom voor het eerst in de geschiedenis van de club naar de Botola Maroc Telecom. Daarnaast promoveert ook Racing de Casablanca naar de hoogste Marokkaanse voetbalcompetitie. JS de Kasbat Tadla en KAC Kenitra degradeerden beiden rechtstreeks naar de Eerste divisie.

## Teams 2017/18
De volgende teams nemen deel aan de Botola Maroc Telecom tijdens het seizoen 2017/2018.
| Club                     | Klassement 2016-2017 | Trainer                 | Stadion                     | Capaciteit | Laatste promotie |
| ------------------------ | -------------------- | ----------------------- | --------------------------- | ---------- | ---------------- |
| Wydad Casablanca         | 1                    | Houcine Ammouta         | Stade Mohamed V             | 67.000     | 1956             |
| Difaa El Jadida          | 2                    | Abderrahim Taleb        | Stade El Abdi               | 25.000     | 2005             |
| Raja Casablanca          | 3                    | Juan Carlos Garrido     | Stade Mohamed V             | 67.000     | 1956             |
| RSB Berkane              | 4                    | Rachid Taoussi          | Stade Municipal de Berkane  | 10.000     | 2012             |
| Ittihad Tanger           | 5                    | Badou Zaki              | Stade Ibn Batouta           | 45.000     | 2015             |
| FAR Rabat                | 6                    | Aziz El Amri            | Stade Moulay AbdAllah       | 68.000     | 1959             |
| Hassania Agadir          | 7                    | Miguel Angel Gamondi    | Stade Adrar                 | 45.480     | 1996             |
| FUS de Rabat             | 8                    | Walid Regragui          | Stade de FUS                | 7.000      | 2009             |
| Olympique Safi           | 9                    | Mohamed Amine Benhachem | Stade El Massira            | 15.000     | 2004             |
| Chabab Atlas Khénifra    | 10                   | Samir Yaich             | Stade Municipal de Khénifra | 5.000      | 2016             |
| Olympique Khouribga      | 11                   | Azzedine Aït Djoudi     | Stade du Phosphate          | 10.000     | 1995             |
| Moghreb Athletic Tétouan | 12                   | Abdelhak Benchikha      | Stade Saniat Rmel           | 10.000     | 2005             |
| Kawkab Marrakech         | 13                   | Youssef Mariana         | Stade de Marrakech          | 45.240     | 2013             |
| Chabab Rif Al Hoceima    | 14                   | Youssef Fertout         | Stade Mimoun Al Arsi        | 12.500     | 2010             |
| Rapide Oued Zem          | Botola 2             | Mohamed Bekkari         | Stade Municipal de Oued-Zem | 4.000      | 2017             |
| Racing de Casablanca     | Botola 2             | Youssef Rossi           | Stade Père-Jégo             | 10.000     | 2017             |

### Kampioen
| Botola Maroc Telecom 2017/18  |
| Marokko                       |
| ----------------------------- |
| IR Tanger Kampioen (1° titel) |